# Akkad
Akkad (eller Agade) er en historisk by på venstre bred af Eufrat mellem byerne Sippar og Kish (nu Iraq, ca. 50 km sydvest for Baghdads centrum (33,1°N 44,1°Ø). De bevarede tekster viser, at skibe fra den Persiske golf lagde til ved Akkad, som må have haft en flodhavn. Akkads herskere regerede mellem det 3. dynasti af Uruk og det 3. dynasti af Ur, dvs. mellem 2371 f.Kr. og 2191 f.Kr.. Det akkadiske imperium brød sammen under uenigheder mellem Akkad og resterne af sumererriget, hvorefter det blev erobret af gutierne. Byen Akkad bliver nævnt helt frem til det 12. århundrede f.Kr., hvor den stadig havde statholdere.

## Historie
Der er henvisninger til byen fra store dele af Mesopotamien på lertavler, rullesegl og sejrssøjler med inskriptioner i kileskrift. Den er kendt fra arkitektoniske fund i Tell Brak, Assur og Tell Asmar og fra kunstgenstande, der stammer fra Susa.
Akkad blev grundlagt af Sargon (akkadisk: Sharrukin eller Sarruken) ca. år 2340 f.Kr.. Han var efter eget udsagn forældreløs og søn af en tempeltjenerinde. Han blev først statholder i byen Kish og tog magten i riget under ukendte omstændigheder. Sargon gjorde Akkad til en hovedstad, der viste hans magt: Han lod opføre et stort, kongeligt palads og talrige templer. Det vigtigste var indviet til Ishtar, for gudinden var skytsguddom for Akkaddynastiet. Der er måske bygget en ziggurat ved siden af dette tempel. Inden Akkad regerede Sargon fra Kish. Sargon erobrede hele Mesopotamien og indlemmede mod syd bystaterne Uruk, Ur, Umma, Lagash og Eninmar ned til den Persiske golf. Mod vest indtog han bystaterne Mari, Jarmuti og Ebla, dvs. store dele af det nuværende Syrien, mens han underlagde sig alt land østpå til Zagros-bjergene. Sargon krævede monopol for Akkad over al søhandel ved den persiske golf og langs kysten af det Indiske Ocean. På den måde grundlagde Sargon den første territorialstat i Mesopotamien, der hidtil var præget af lokale bystater.
Det sumeriske sprog i Akkad og dens opland blev fortrængt af akkadisk.

## Kultur
Akkadtidens kunst og håndværk adskiller sig markant fra den foregående og efterfølgende periode. De vigtigste fundsteder for akkadkulturen er Provinshovedstaden i Tell Brak, det gamle Palads i Assur, en mere kompleks bystruktur i Tell Asmar samt byerne Susa og Ninive. Skrifttavler giver viden om Akkads herskere og deres regeringstid. I Ninive er fundet en bronzeskulptur af en ukendt, akkadisk herskers hoved. Den giver viden om tidens kunst. I Susa er fundet Naram-Sins sejrssøjle, der sammen med bronzehovedet og forskellige rullesegl giver kendskab til periodens kunsthåndværk. Rulleseglene viser detaljerede, individuelle og anatomisk korrekte fremstillinger.
Naram-Sin grundlagde den kultisk-religiøse dyrkelse af de akkadiske herskere. Han lod sig kalde "Gud fra Akkad", og senere tilbad man statuer af ham og Sargon. Guddommeliggørelsen af herskerne kan yderligere ses af, at de bar en krone med horn, hvad der var forbeholdt guderne.
Der findes så godt som ingen arkæologiske fund fra Akkadtiden, der giver viden om arkitektur, levevis eller billedkunst, så hovedparten af forskningen må baseres på tekster. De fleste af fundene er desuden ført til Susa som krigsbytte, og deres findesteder kendes ikke.

## Konger af Akkad
- Sargon I Šarrum-kin 2.334-2.279 f.Kr.
- Rimush Rimuš 2.278 – 2.270 f.Kr.
- Manishtushu Maništušu 2.269 – 2.255 f.Kr.
- Naram-Sin 2.254 – 2.218 f.Kr.
- Shar-kali-sharri Shar-kali-šarri 2.217 – 2.193 f.Kr.

- Wikimedia Commons har flere filer relateret til Akkad